# 三滝川 (福島県)
三滝川（みたきがわ）は、福島県相馬郡新地町を流れる河川であり、二級水系三滝川水系の本流である。

## 地理
新地町東部、宮城県との県境に位置する五社壇の北麓、地蔵森の南麓である福田峠付近を水源地とし、支流を集めながら新地町北部の福田、埓木崎両地区内を横断し太平洋に至る。流域には農地が広がり、宮城県道・福島県道103号金山新地停車場線が並行する。

### 流域の自治体
福島県
- 相馬郡
  - 新地町

## 主な支流
下流より記載
- 埒川
- 真弓川

## 災害
- 2011年3月11日 - 東北地方太平洋沖地震に伴う津波により河口部周辺に壊滅的な被害をもたらした。
- 2019年10月12日 - 令和元年東日本台風に伴う大雨により福田地区で堤防が決壊した。

## 主な橋梁
下流より記載
- 小塚橋（一級町道10号釣師埓浜公園線）
- 水門橋（新地町道120号埓浜磯山線）
- 三滝川橋（福島県道・宮城県道38号相馬亘理線）
- 三滝川橋梁（JR常磐線）
- 車田橋（新地町道255号作田岩崎線）
- 下真引橋（国道6号）
- 大橋（二級町道10号山崎寺前線
- 水神橋（新地町道139号中里閏崎線）
- 宝来橋（新地町道180号中里線）
- 大窪橋（新地町道140号中里下真弓線）
- 諏訪橋（一級町道3号中里上真弓線）
- 城ノ内橋（新地町道193号城ノ内広畑線）
- 十王堂橋（二級町道8号南菅谷福田線）
- 大町橋（宮城県道・福島県道103号金山新地停車場線）
- 山神橋（新地町道158号新堀山神線）
- 瀬上橋（新地町道159号山神中原線）
- 三滝川橋（常磐自動車道）
- 沢口橋（新地町道159号山神中原線）